# Норт-Ютіка (Іллінойс)
Норт-Ютіка (англ. North Utica) — селище (англ. village) в США, в окрузі Ла-Салл штату Іллінойс. Населення — 1323 особи (2020).

## Географія
Норт-Ютіка розташований за координатами 41°21′25″ пн. ш. 89°0′44″ зх. д. / 41.35694° пн. ш. 89.01222° зх. д. (41.356963, -89.012230).  За даними Бюро перепису населення США в 2010 році селище мало площу 8,98 км², з яких 8,95 км² — суходіл та 0,03 км² — водойми.

## Демографія
Згідно з переписом 2010 року, у селищі мешкали 1352 особи в 543 домогосподарствах у складі 381 родини. Густота населення становила 151 особа/км².  Було 598 помешкань (67/км²).
Расовий склад населення:
| - 98,5 % — білих - 0,4 % — чорних або афроамериканців - 0,1 % — корінних американців - 0,1 % — азіатів |

До двох чи більше рас належало 0,7 %. Частка іспаномовних становила 2,7 % від усіх жителів.
За віковим діапазоном населення розподілялося таким чином: 23,0 % — особи молодші 18 років, 61,5 % — особи у віці 18—64 років, 15,5 % — особи у віці 65 років та старші. Медіана віку мешканця становила 41,8 року. На 100 осіб жіночої статі у селищі припадало 90,7 чоловіків;  на 100 жінок у віці від 18 років та старших — 88,9 чоловіків також старших 18 років.
Середній дохід на одне домашнє господарство  становив 67 858 доларів США (медіана — 55 833), а середній дохід на одну сім'ю — 75 836 доларів (медіана — 62 206). Медіана доходів становила 57 206 доларів для чоловіків та 34 583 долари для жінок. За межею бідності перебувало 5,1 % осіб, у тому числі 9,8 % дітей у віці до 18 років та 1,2 % осіб у віці 65 років та старших.
Цивільне працевлаштоване населення становило 702 особи. Основні галузі зайнятості: освіта, охорона здоров'я та соціальна допомога — 17,9 %, мистецтво, розваги та відпочинок — 12,7 %, транспорт — 12,4 %.